# André Schiffrin
André Schiffrin (* 14. Juni 1935 in Paris; † 1. Dezember 2013 ebenda) war ein franko-US-amerikanischer Herausgeber und Verleger sowie Autor.

## Leben
Schiffrin entstammte einem jüdischen Elternhaus. Die Familie konnte 1941 in die USA fliehen. Seine Verlagskarriere begann er als Verkäufer bei Taschenbuchverlag New American Library. Von 1961 bis 1991 war er für das von seinem Vater Jacques Schiffrin mitgegründete Verlagshaus Pantheon Books in New York City tätig. Nach dem Verkauf des Verlagshauses an Random House gründete er 1991 das Non-Profit-Verlagshaus The New Press.
Schiffrin war verheiratet. Die Tochter Anya heiratete den Ökonomen und späteren Nobelpreisträger Joseph Stiglitz, die Tochter Natalia den Juristen Philippe Sands.

## Schriften
- The Business of Books: How the International Conglomerates Took Over Publishing and Changed the Way We Read. London: Verso Books, 2000
  - Verlage ohne Verleger. Über die Zukunft der Bücher. Mit einem Nachwort von Klaus Wagenbach. Übersetzung Gerd Burger. Berlin : Verlag Klaus Wagenbach, 2000
- A political education: Coming of Age in Paris and New York. Melville House Publishing, 2007
  - Paris, New York und zurück : politische Lehrjahre eines Verlegers. Übersetzung Andrea Marenzeller. Matthes & Seitz 2010 (Autobiografie)
- Words and Money. London: Verso Books, 2010